# José Moreira
José Filipe da Silva Moreira OIH (Porto, 20 de março de 1982) é um ex-futebolista português.
Jogava na posição de guarda-redes. Algumas vezes, Moreira foi convocado para a Seleção Portuguesa de Futebol, incluindo no Euro 2004, mas normalmente foi suplente, tendo apenas 1 internacionalização AA.

## Carreira
José Moreira, benfiquista nortenho, de Massarelos no Porto.
Jogava no Salgueiros com apenas 15 anos quando o "olheiro" Jaime Monteiro levou Moreira para a Luz. Assinou contrato com essa idade, mas só dois anos depois rumou até à Luz.
Mostrou talento nos juniores e aos poucos foi sendo chamado à equipa principal, onde se cruzou com Michel Preud'Homme que na altura estava em final de carreira. Mais tarde teve a concorrência de Robert Enke. Quando este se mudou para o Barcelona, Moreira teve a oportunidade da sua vida. Lançado por Toni, cedo mereceu o respeito e o carinho dos adeptos que o consideravam o Iker Casillas português, pois era jovem e excelente guarda-redes.
Mas a sorte não lhe sorriu, depois de ter feito parte da lista de convocados para o Euro 2004, Moreira perdeu a titularidade da baliza benfiquista devido às inúmeras lesões que o têm perseguido.
A 5 de julho de 2004, foi agraciado com o grau de Oficial da Ordem do Infante D. Henrique.
A 12 de agosto de 2009, cinco anos depois da chamada à seleção para o Euro 2004, fez a sua estreia pela camisola das quinas, jogando 30 minutos num amigável contra o Liechtenstein.
A 8 de julho de 2011, após 12 temporadas ao serviço do Benfica, Moreira transferiu-se para o  Swansea do País de Gales, sendo este o primeiro clube que o jogador representou fora de Portugal.
Após a má experiência em Inglaterra onde apenas jogou 1 jogo, devido à titularidade indiscutível de Michel Vorm, mudou-se para o Athletic Club Omonoia Nicosia, no Chipre onde a meio da primeira época neste novo clube agarrou a titularidade até meio da época 2014/2015 onde o clube cipriota devido a problemas financeiros anunciou que não iria renovar com o guarda-redes português, não atuando em mais nenhum jogo até ao final da época.
José Moreira representou na época 2014-2015 liga cipriota, o Ermis Aradippou.
Na época 2015-2016 regressou a Portugal para representar o Olhanense da 2ª Liga.
Em 3 de junho de 2016 assinou pelo Estoril, onde esteve em 46 jogos. Na época 2017/2018 começou como titular do clube, mas a partir da segunda volta a contratação de Renan Ribeiro significou a passagem de Moreira a suplente.
Para a época 2018-2019 assinou pelo Cova da Piedade, onde esteve presente em 28 jogos, tendo o clube de Almada acabado na 13ª posição da II Liga. Foi titular em todas as partidas que realizou no clube e sofreu 35 golos (média de 1,25 golos por jogo).

## Jogos com a Seleção Portuguesa
| Nº | Data                 | Competição | Local                 |          | Placar | Adversário    | Golos |
| -- | -------------------- | ---------- | --------------------- | -------- | ------ | ------------- | ----- |
| 1  | 12 de agosto de 2009 | Amistoso   | Vaduz (Liechtenstein) | Portugal | 3 – 0  | Liechtenstein |       |

## Títulos
- Taça de Portugal: 2003-04
- Primeira Liga: 2004-2005, 2009-10
- Supertaça de Portugal: 2004-05
- Taça da Liga: 2008/2009, 2009/2010 2010-11